# Jacques-Laurent Agasse

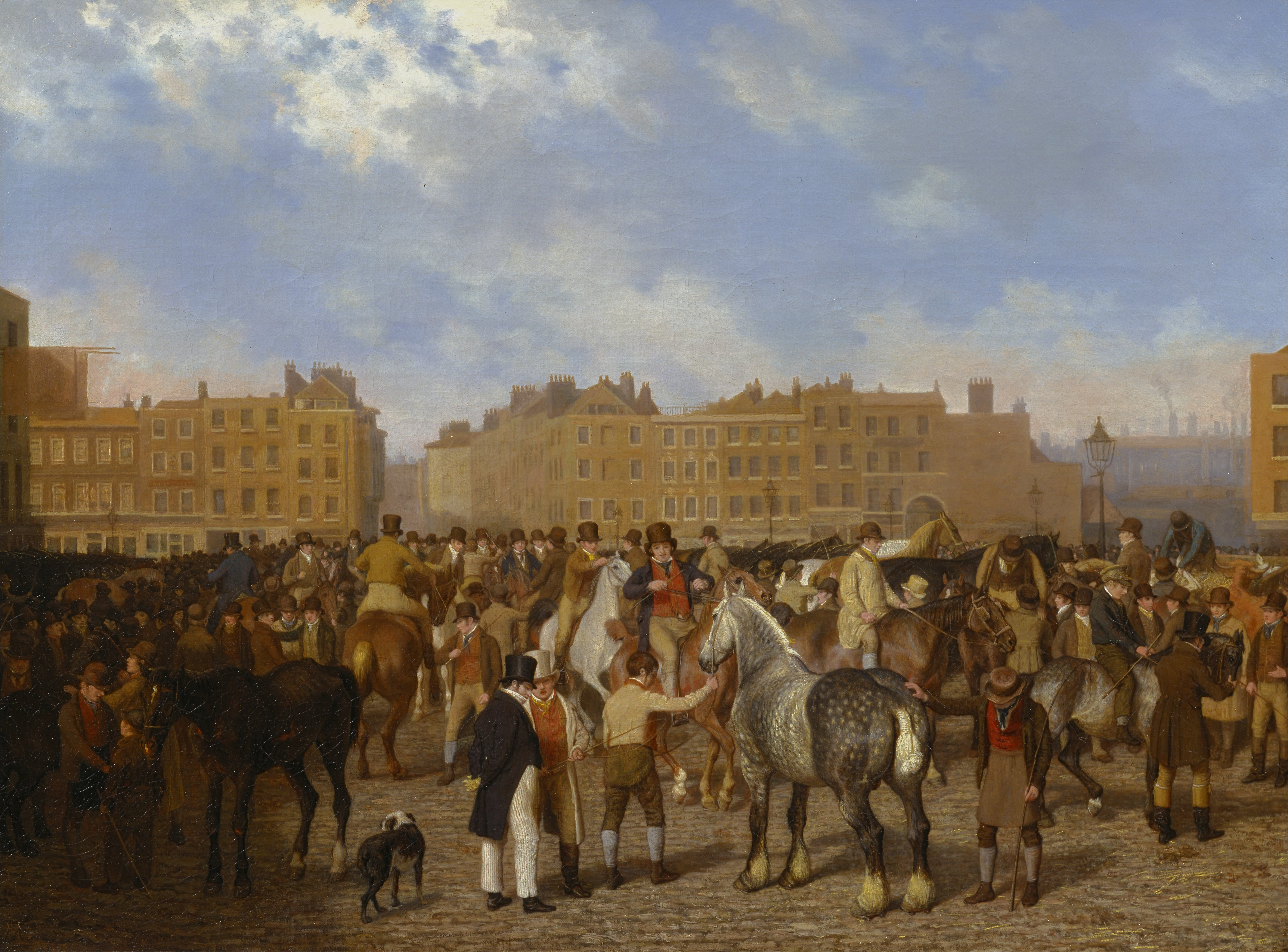
Lópiac (1824)

Jacques-Laurent Agasse (Genf, 1767. április 24. — London, 1849. december 27.) svájci állat- és tájképfestő. A 18. század végén és a 19. század elején az egyik legjobb állatfestő Európában.

## Életpályája
Kereskedő családban született, korai művészeti képzést a genfi rajziskolában kapott. 1786-ban, 19 évesen Párizsba ment, ahol Jacques-Louis David klasszicista stílusú festő műhelyében tanult. Az állatok anatómiáját szakképző iskolában és a párizsi természettudományi múzeumban tanulmányozta. A francia forradalmi események miatt 1789-ben visszatért Svájcba, majd egy gazdag angol úrral Londonba utazott, s számos állatkép megrendelést kapott. Kiválóan festette a versenylovakat, a vadászkutyákat, az angol vadaspark egzotikus, Európában nem honos állatait. A tájképek, életképek festésében is otthonosan működött.
Hazájában a legjobb korai iskolatársaival működött együtt, köztük Firmin Massot és Wolfgang Adam Töpffer. Agasse egyik legjobb alkotása a Lópiac című (1799). Családja tönkrement, a festő újra Londonba ment ismét egy gazdag angol úrhoz, Lord Rivers. 1800-ban végleg letelepedett Londonban, nem gazdagodott meg, nem alapított családot, de élhetett a művészetnek. 1810-től George Booth családjánál élt, kinek gyermekeit is lefestette. 1818-ban sikere volt Londonban a Temze folyó, s hídjainak és a körötte zajló élet ábrázolásával. (Lásd alább a galériában Partraszállás a Westminster hídnál című képét). Biológiai könyveket is illusztrált. Élete vége felé sok időt szentelt La Fontaine megszemélyesítése (La Fontaine personnifiée) című művének. Halálakor festői műhelyében maradt képeit eladták, s annyit kaptak érte, amennyi fedezte a festő temetkezési költségeit.

## Stílusa
A svájci népies barokkos-romantikus stílus hatott rá, leginkább Johann Rudolf Huber (1668-1748), s ezt is őrizte meg olykor klasszicizáló elemekkel, s egyfajta sajátos földön járással, a hely és a környezet találó megragadásával.

## Galéria

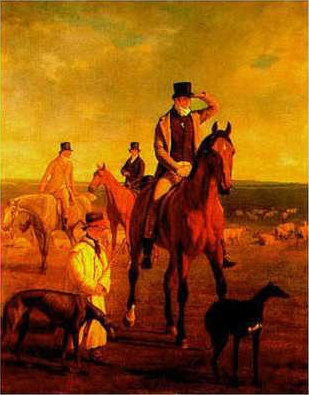
Lord Rivers
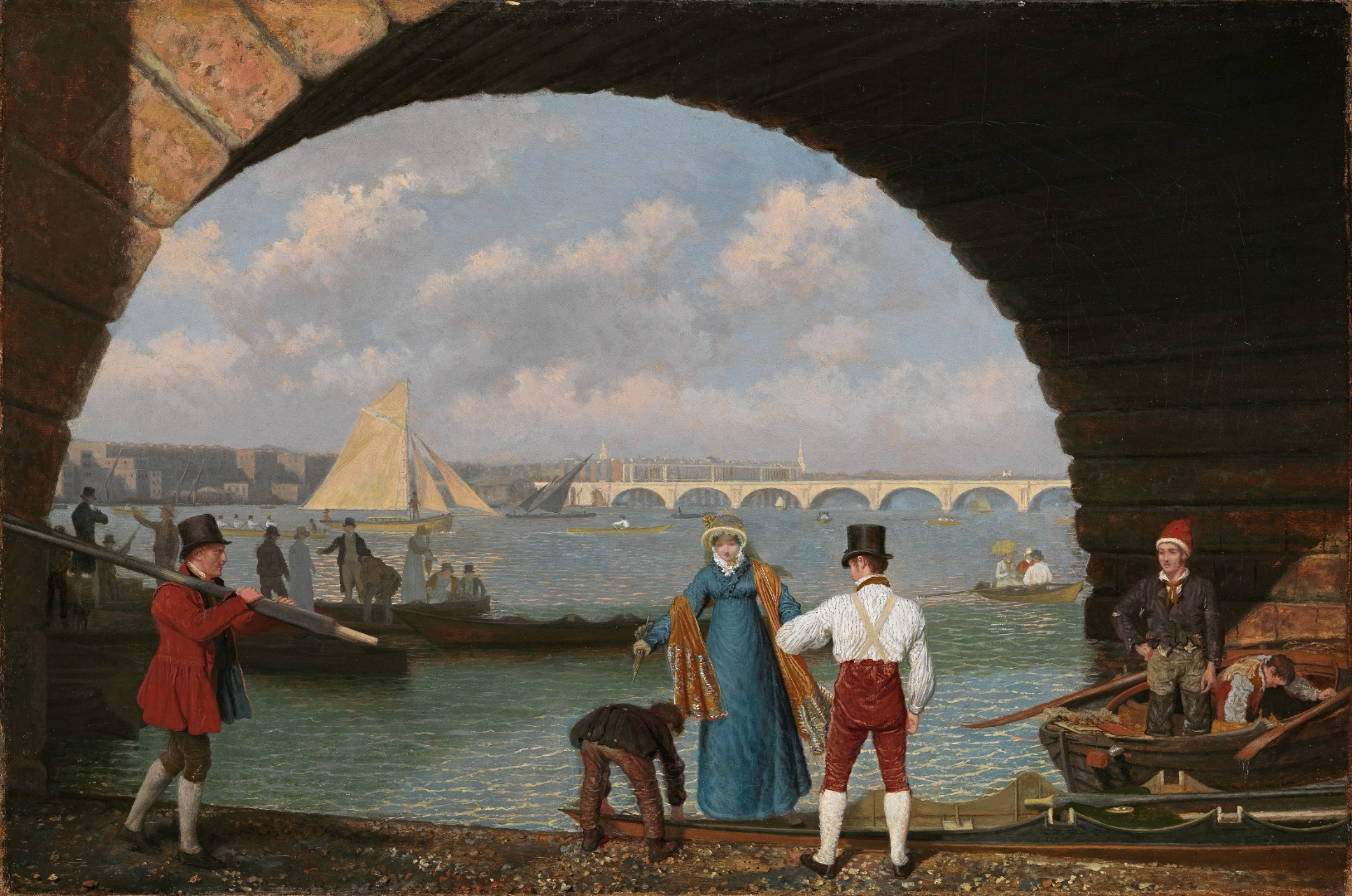
Partraszállás a Westminster hídnál (1818)
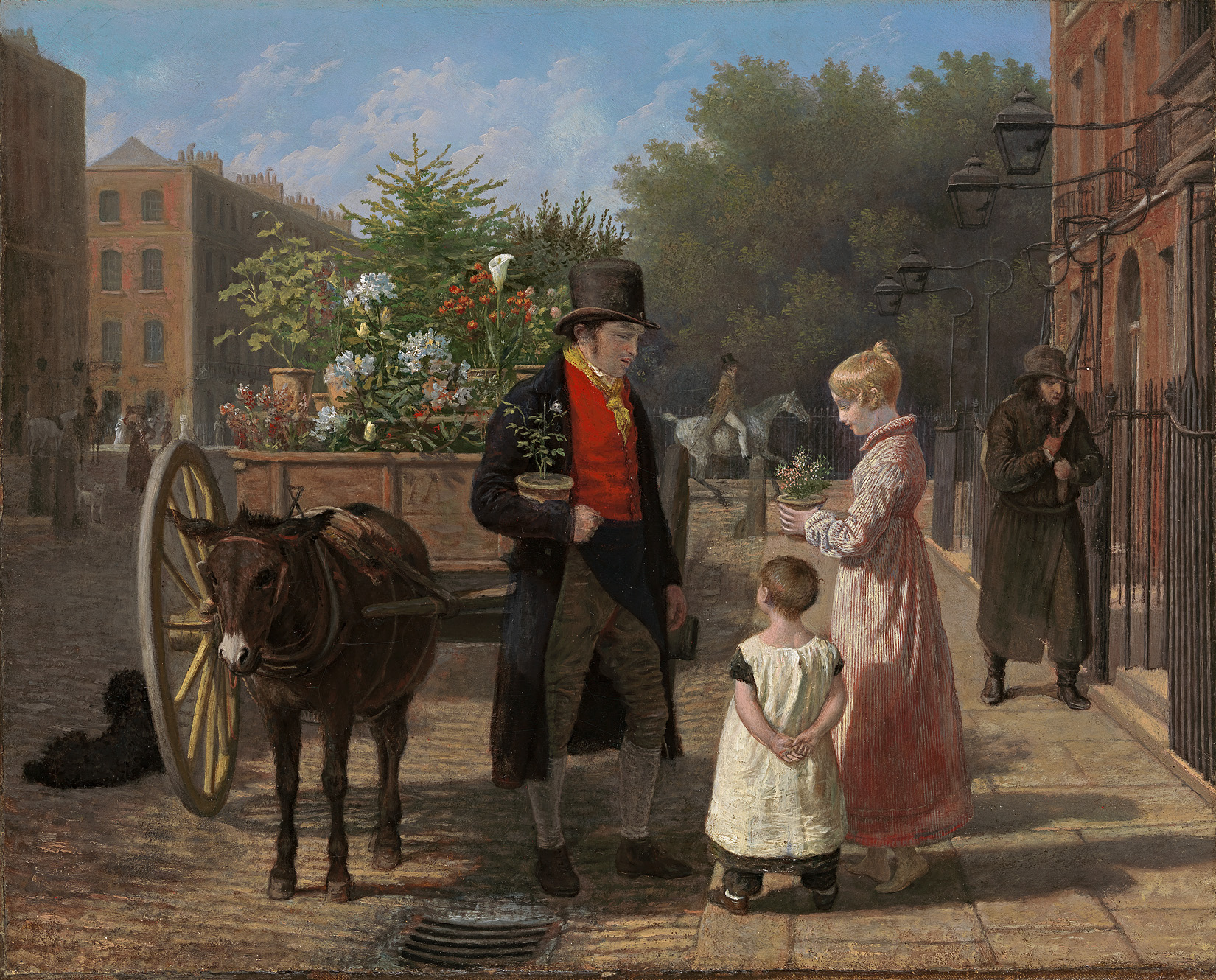
Virágárús (1822)
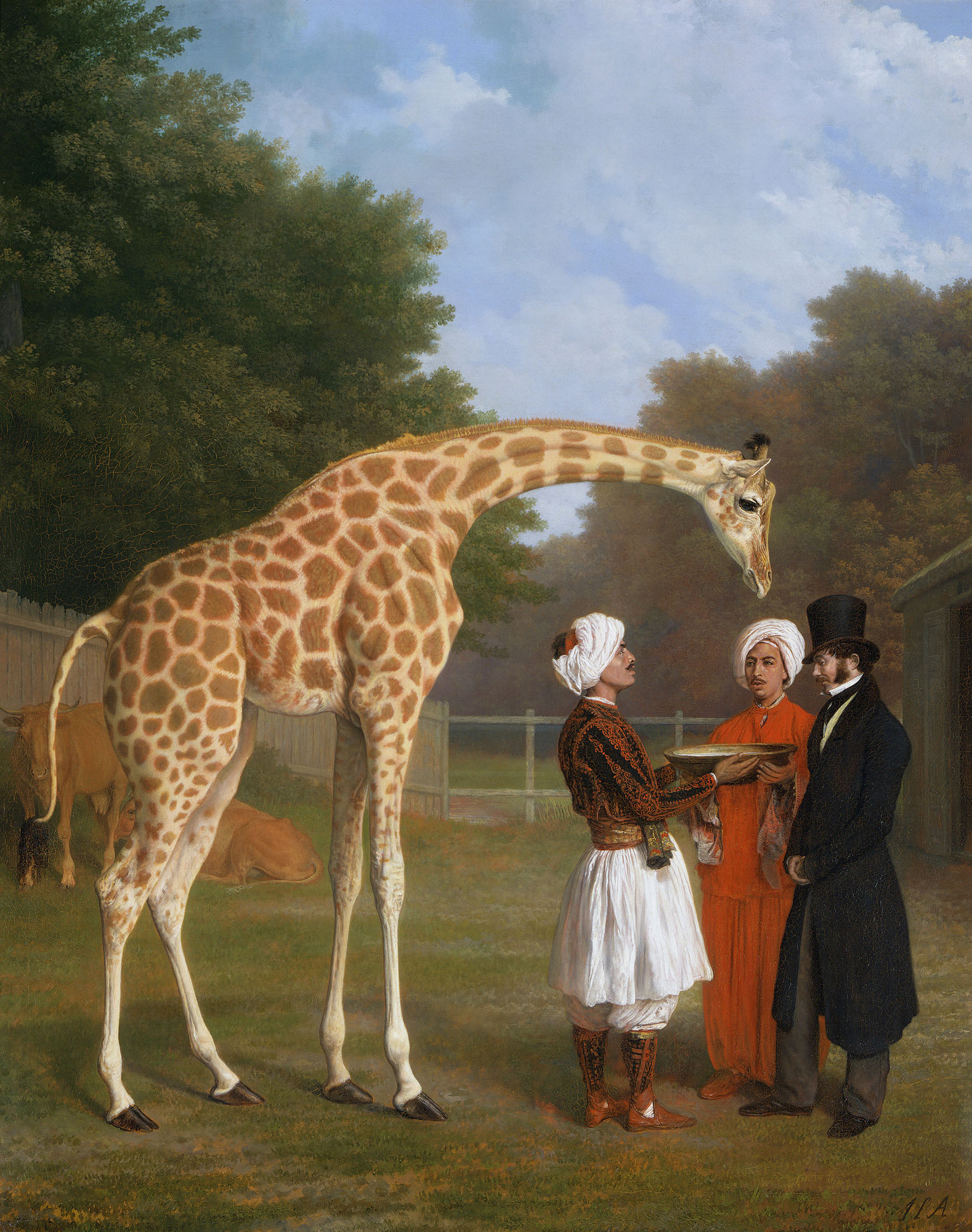
Núbiai zsiráf (1827)
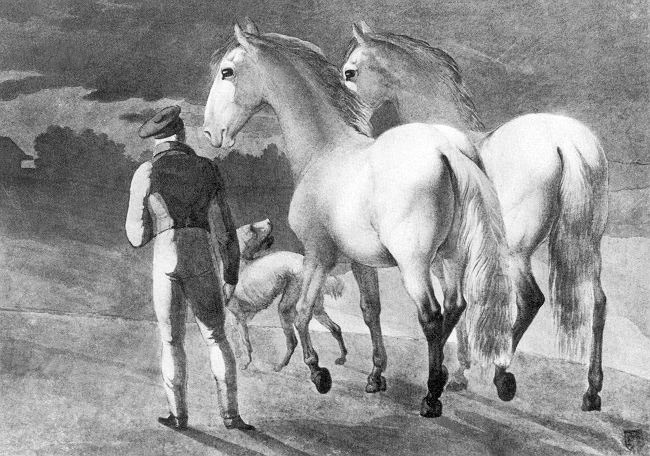
Szürke lovak és kutya (1837)